# Aeroportul Internațional Krivoi Rog
Aeroportul Internațional Krivoi Rog (IATA: KWG, ICAO: UKDR) este un aeroport din Krivoi Rog, Kryvyi Rih urban hromada⁠(d), Raionul Krivoi Rog, Dnipropetrovsk, Dnipropetrovsk, Ucraina ce deservește zona Krivoi Rog. Aeroportul a fost tranzitat în 2021 de 2.196 de pasageri. A fost deschis în 1979 și numit după zona deservită.
Situat la o altitudine de 124 m, aeroportul dispune de 1 pistă. Este operat de Kryvyi Rih city council⁠(d).

## Infrastructură

### Piste
Aeroportul dispune de o singură pistă. Pista 18/36 are suprafața de beton și dimensiunile 2.500 m × 42 m. 